# Llei de les proporcions múltiples

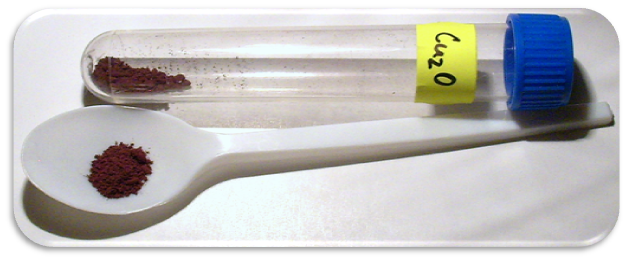
Òxid de coure(I)

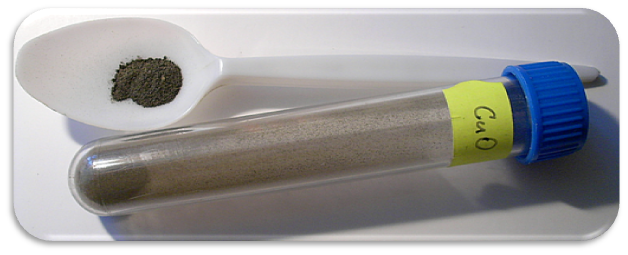
Òxid de coure(II)

La llei de les proporcions múltiples o llei de Dalton és una llei ponderal de la química enunciada el 1802 pel científic anglès John Dalton segons la qual les masses d'un mateix element que s'uneix amb una massa fixa d'un altre element per formar en cada cas un compost químic diferent, estan en relació de nombres enters simples.
Fou deduïda per John Dalton (1766-1844), i no descoberta experimentalment, en el decurs del seu programa d'establiment de la teoria atòmica. A partir d'uns supòsits sobre l'existència i propietats dels àtoms, Dalton deduí que havia de complir-se aquesta llei, que apareix en un article que llegí el 1802 i publicà el 1805. La comprovació experimental la realitzà estudiant les proporcions en què es combinen el nitrogen i l'oxigen per a donar òxids de nitrogen. En concret estudià els tres òxids de nitrogen que ell coneixia: {\displaystyle {\ce {N2O}}}, {\displaystyle {\ce {NO}}} i {\displaystyle {\ce {NO2}}}(monòxid de dinitrogen, monòxid de nitrogen i diòxid de nitrogen respectivament). Les proporcions d'oxigen per a una massa igual de nitrogen són en aquests òxids: 1/2/4, una relació de nombres enters i simples. Un exemple més senzill hom el troba en els dos òxids de coure, que tenen un 79,89% de coure l'òxid de coure(II) i un 88,82% de coure l'òxid de coure(I), que equivalen a 3,973 g de coure per gram d'oxigen en el primer cas i 7,945 g de coure per gram d'oxigen en el segon. La relació entre ambdues quantitats és d'1:2 com s'expressa actualment amb les fórmules d'aquests composts, {\displaystyle {\ce {CuO}}} i {\displaystyle {\ce {Cu_2O}}} respectivament, derivades de la teoria atòmica.